# Joan Vilà i Valentí
Joan Vilà i Valentí (Sallent, Bages, 29 de marzo de 1925 - Barcelona, 23 de agosto de 2020) fue un geógrafo español. Catedrático emérito de Geografía de la Universidad de Barcelona. Vicepresidente de la Unión Geográfica Internacional.

## Biografía
A pesar de que el 1947 se licenció en Historia en la Universidad de Barcelona, finalmente se decantó por la Geografía y completó sus estudios en la Sociedad Catalana de Geografía, en el Instituto Français y en la Universidad de Burdeos, teniendo como maestros a Lluís Solé Sabarís, Pierre Deffontaines, Salvador Llobet Reverter y Louis Papy. Inició sus estudios en Historia económica medieval, pero influido por sus maestros, pronto se decantó hacia la geografía regional de la península ibérica y de América Latina.
Se doctoró en Madrid en 1956 con una tesis sobre el Bages. En 1958 obtuvo la cátedra de la Universidad de Murcia, pero en 1965 consiguió la de la Universidad de Barcelona, donde en 1966 creó el departamento de Geografía y en 1967 inició la Revista de Geografía. A la vez, en 1966 creó los estudios nocturnos y la delegación universitaria en Palma de Mallorca, germen de la Universidad de las Islas Baleares.
El 1971 ingresó a la Academia de Buenas Letras de Barcelona. Colaboró en numerosas revistas especializadas como Revista de Geografía y dirigió obras de divulgación y de enseñanza de la Geografía. Entre 1980 y 1988 fue vicepresidente de la Unión Geográfica Internacional y es miembro numerario del Instituto de Estudios Catalanes. En 1994 recibió la Cruz de Sant Jordi.
Casado con María Dolors Guerau de Arellano Tur. El matrimonio tuvo tres hijos: Marta, Jordi y Joan.

## Obras
- La péninsule Iberique (1968)
- Campo y ciudad en la geografía española (1970) con Horacio Capel.
- El mundo rural en Cataluña (1973)
- Geografía de España Ed. Danae (Director, 1975)
- Geografía de América Latina (coordinador, 1975)
- Introducción al estudio teórico de la geografía (1983)